# NGC 6605
NGC 6605 (również OCL 47) – gromada otwarta znajdująca się w gwiazdozbiorze Węża. Odkrył ją John Herschel 31 lipca 1826 roku. Gromada ta znajduje się w odległości ok. 2,9 tys. lat świetlnych od Słońca oraz 25 tys. lat świetlnych od centrum Galaktyki. Niektóre źródła klasyfikują ten obiekt jako asteryzm.